# Callhistia
Callhistia là một chi bướm đêm thuộc họ Geometridae.

## Các loài
- Callhistia grandis Druce, 1882